# Бродвей після настання темряви
«Бродвей після настання темряви» (англ. Broadway After Dark) — американська кінокомедія режисера Монти Белла 1924 року.

## У ролях
- Адольф Менжу — Ральф Нортон
- Норма Ширер — Роза Дюлейн
- Анна Нільссон — Гелен Трімейн
- Едмунд Бернс — Джек Девлін
- Кармел Майерс — Ленор Венс
- Віра Льюїс — місіс Сміт
- Віллард Луїс — Слім Скотт
- Мервін Лерой — Карл Фішер
- Джеймс Квінн — Ед Фішер